# Eleição da sede da Copa do Mundo FIFA
A eleição da sede da Copa do Mundo FIFA é o processo pelo qual os distintos organismos da Federação Internacional de Futebol selecionam o país que abrigará por aproximadamente um mês as delegações de futebol que participarão do respectivo torneio.
Ao contrário da eleição da cidade-sede dos Jogos Olímpicos, a eleição da sede da Copa do Mundo FIFA ocorre por meio de aclamação ou acordos entre os países em disputa.
Dezesseis países diferentes sediaram a Copa do Mundo FIFA desde o primeiro evento, organizado em 1930 no Uruguai. A organização evento foi originalmente concedida a países participantes do Congresso da FIFA. A escolha das primeiras sedes foi envolta em controvérsia, no entanto, por conta principalmente da distância e acessibilidade entre Europa e América do Sul, os dois continentes de potência do futebol na época. 
A decisão de organizar a primeira edição do torneio no Uruguai, por exemplo, fez com que somente quatro seleções europeias competissem. As duas edições seguintes foram organizadas no continente europeu. A decisão de organizar a Copa do Mundo na França, em 1938 foi igualmente controversa devido ao acordo precedente de que o evento seria alternado entre os dois continentes. Como resultado, Argentina e Uruguai boicotaram o evento. A primeira edição após a Segunda Guerra Mundial, ocorrida no Brasil em 1950, contou com o desfalque de três seleções nacionais que desistiram de competir alegando questões financeiras e desacordos com a organização.
Buscando evitar futuras controvérsias, a FIFA definiu que a escolha das sedes seria alternada entre a América e a Europa, o que permaneceu até a Copa do Mundo FIFA de 2002, que veio a ocorrer na Ásia. O sistema evoluiu a ponto de que o país-sede é escolhido por voto pelo Comitê Executivo da FIFA através de um exaustivo sistema de votação. A sede é eleita sete anos antes do respectivo torneio, apesar de que a sede da edição de 2022 foi eleita juntamente com a sede da edição de 2018.
Somente México, Itália, França, Alemanha e Brasil sediaram o evento em mais de uma edição. O Estádio Azteca, na Cidade do México, e o Estádio do Maracanã, no Rio de Janeiro, são os únicos estádios a sediarem por mais de uma vez a final da Copa do Mundo FIFA. Até então, somente a Copa do Mundo de 2002 foi sediada em dois países simultaneamente, no caso Japão e Coreia do Sul.

## Lista de sedes
| Edição | País-sede                                                                                              | Continente                   | Campeão            |
| ------ | --- | ---------------------------- | ------------------ |
| 1930   | Uruguai                                                                                                | América Do Sul               | Uruguai            |
| 1934   | Itália                                                                                                 | Europa                       | Itália             |
| 1938   | França                                                                                                 | Europa                       | Itália             |
| 1950   | Brasil                                                                                                 | América Do Sul               | Uruguai            |
| 1954   | Suíça                                                                                                  | Europa                       | Alemanha Ocidental |
| 1958   | Suécia                                                                                                 | Europa                       | Brasil             |
| 1962   | Chile                                                                                                  | América Do Sul               | Brasil             |
| 1966   | Inglaterra                                                                                             | Europa                       | Inglaterra         |
| 1970   | México                                                                                                 | América Do Norte             | Brasil             |
| 1974   | Alemanha Ocidental                                                                                     | Europa                       | Alemanha Ocidental |
| 1978   | Argentina                                                                                              | América Do Sul               | Argentina          |
| 1982   | Espanha                                                                                                | Europa                       | Itália             |
| 1986   | México                                                                                                 | América Do Norte             | Argentina          |
| 1990   | Itália                                                                                                 | Europa                       | Alemanha Ocidental |
| 1994   | Estados Unidos                                                                                         | América Do Norte             | Brasil             |
| 1998   | França                                                                                                 | Europa                       | França             |
| 2002   | Coreia do Sul · Japão                                                                                  | Ásia                         | Brasil             |
| 2006   | Alemanha                                                                                               | Europa                       | Itália             |
| 2010   | África do Sul                                                                                          | África                       | Espanha            |
| 2014   | Brasil                                                                                                 | América Do Sul               | Alemanha           |
| 2018   | Rússia                                                                                                 | Eurásia                      | França             |
| 2022   | Catar                                                                                                  | Ásia/Oriente Médio           | Argentina          |
| 2026   | Canadá · Estados Unidos · México                                                                       | América Do Norte             | -                  |
| 2030   | Argentina · Paraguai · Uruguai (fase inicial) · / Espanha · Marrocos · Portugal (fase inicial e final) | América Do Sul/Europa/África | -                  |
| 2034   | Arábia Saudita                                                                                         | Ásia/Oriente Médio           | -                  |

## Resultados

### Copa do Mundo FIFA de 2006
Candidaturas
- África do Sul
- Alemanha
- Brasil
- Inglaterra
- Marrocos

Em 6 de julho de 2000, o encontro de seleção da sede ocorreu pela sexta vez em Zurique, Suíça. O Brasil removeu sua candidatura três dias antes da votação, reduzindo para quatro o número de sedes candidatas. Foi a primeira vez em que a escolha da sede necessitou de mais de uma rodada de votações. A Alemanha derrotou a África do Sul por um voto, sendo eleita a sede da Copa do Mundo FIFA de 2006. 
| País           | Votos | Votos | Votos            |
| País           | R. 1  | R. 2  | R. 3 (desempate) |
| -------------- | ----- | ----- | ---------------- |
| Alemanha       | 10    | 11    | 12               |
| África do Sul  | 6     | 11    | 11               |
| Inglaterra     | 5     | 2     | 0                |
| Marrocos       | 2     | 0     | 0                |
| Total de votos | 23    | 24    | 23               |

### Copa do Mundo FIFA de 2010
Candidaturas
- África do Sul
- Egito
- Líbia ·  Tunísia
- Marrocos
- Nigéria

A primeira votação organizada sob rotação continental (o processo de rotação de sedes da Copa do Mundo por cada confederação em questão) foi a que elegeu a sede da Copa do Mundo FIFA de 2010, também a primeira edição do evento na África. Em 7 de julho de 2001, durante o Congresso da FIFA em Buenos Aires, uma decisão foi ratificada de que o processo rotativo entre continentes seria iniciado na África. Em setembro de 2002, o Comitê Executivo da FIFA confirmou que somente países africanos seriam candidatos a sede da Copa de 2010.
Em janeiro de 2003, a Nigéria confirmou sua candidatura, porém desistiu em setembro. Em março de 2003, Sepp Blatter inicialmente afirmou que a intenção da Nigéria de co-sediar uma Copa do Mundo com outras quatro nações africanos não havia sido aprovada. A Nigéria havia aberto sua candidatura para Benim, Gana e Togo. 
Após a confirmação de que uma candidatura partilhada não seria admitida pela organização no futuro, a Líbia e Tunísia retiraram sua candidatura em maio de 2004. Em 15 de maio de 2004, a África do Sul, após uma derrota acirrada na disputa anterior, venceu o Marrocos e foi eleita sede da próxima Copa do Mundo. 
Resultados
| País            | Votos            |
| País            | Rodada 1 (única) |
| --------------- | ---------------- |
| África do Sul   | 14               |
| Marrocos        | 10               |
| Egito           | 0                |
| Nigéria         | 0                |
| Líbia · Tunísia | 0                |

## Candidaturas por país
| País           | Candidatura(s) | Edições                            |
| -------------- | -------------- | ---------------------------------- |
| Alemanha       | 6              | 1938, 1962, 1966, 1974, 1982, 2006 |
| Espanha        | 6              | 1930, 1966, 1974, 1982, 2018, 2030 |
| Argentina      | 5              | 1938, 1962, 1970, 1978, 2030       |
| México         | 5              | 1970, 1978, 1986, 2002, 2026       |
| Marrocos       | 5              | 1994, 1998, 2006, 2010, 2026, 2030 |
| Brasil         | 5              | 1950, 1986, 1994, 2006, 2014       |
| Inglaterra     | 4              | 1966, 1990, 2006, 2018             |
| Estados Unidos | 4              | 1986, 1994, 2022, 2026             |
| Colômbia       | 3              | 1986, 2014, 2026                   |
| Itália         | 3              | 1930, 1934, 1990                   |
| África do Sul  | 2              | 2006, 2010                         |
| Canadá         | 2              | 1986, 2026                         |
| Chile          | 2              | 1962, 2014                         |
| Coreia do Sul  | 2              | 2002, 2022                         |
| França         | 2              | 1938, 1998                         |
| Japão          | 2              | 2002, 2022                         |
| Países Baixos  | 2              | 1930, 2018                         |
| Rússia         | 2              | 1990, 2018                         |
| Suíça          | 2              | 1954, 1998                         |
| Uruguai        | 2              | 1930, 2030                         |
| Arábia Saudita | 1              | 2034                               |
| Paraguai       | 1              | 2030                               |
| Portugal       | 1              | 2030                               |